# Lung Chien
Lung Chien, auch bekannt als Kim Lung, (chinesisch 劍龍 / 剑龙, Pinyin Jiàn Lóng, W.-G. Chien Lung, Jyutping Gim3 Lung4 a); * 1916; † 28. Mai 1975 in Taipeh) war ein chinesischer Filmregisseur, Produzent und Schauspieler. Er gehörte in den 1950er bis 1970er Jahren zu den führenden Filmschaffenden Hongkongs.
Er drehte mehr als 30 Filme, hauptsächlich in Taiwan und Hongkong.

## Filmografie (Auszug)

### Regie
- 1966 Malaysian Tiger
- 1966 The Wandering Knight
- 1967 Queen of Female Spies
- 1967 Dragon Inn
- 1968 Dragon Tiger Sword
- 1969 Flying Over Grass
- 1969 Knight of the Sword
- 1969 The Ringing Sword
- 1970 Golden Sword and the Blind Swordswoman
- 1970 Ching – Das Geheimnis des schwarzen Schwertes
- 1970 The Bravest Revenge
- 1971 Ghost Lamp
- 1971 Struggle Karate
- 1971 Extreme Enemy
- 1972 Karate Lady aus Feuer und Stahl
- 1972 Boxers of Loyalty and Righteousness
- 1972 Blood of the Leopard
- 1973 The Angry Hero
- 1973 Wang Yu – Stärker als 1.000 Kamikaze
- 1973 Chen Sing der Superhammer
- 1974 Die Todesrächer von Bruce Lee

### Schauspieler
- 1956: Yun He Xun Qing Ji
- 1957: Wanhua Skeleton Incident
- 1957: Murder at Room 7, Keelung City
- 1957: Mei Ting En Chou Chi
- 1962: Five Difficult Traps
- 1963: Father Tiring Child
- 1964: Ba Mao Chuan
- 1965: Three Beautiful Blind Female Spies
- 1971: Darkest Sword
- 1973: Wang Yu, King of Boxers
- 1976: Calamity